# More (musikalbum av Tamia)
More är det tredje studioalbumet av den kanadensiska sångaren Tamia, utgivet i USA den 6 april 2004 via Elektra Records. Albumet var uppföljare till den kommersiella framgången A Nu Day (2000) och en fortsättning på Tamias skivkontrakt med Elektra. Albumet hade ursprungligen beräknad utgivning den 19 augusti 2003 med titeln Still men Elektra ställde in marknadsföringen för projektet och sköt upp utgivningsdatumet på obestämd framtid när Tamia diagnosticerades med nervsjukdomen Multipel skleros. En tid senare ställdes utgivningen av albumet återigen i ovisshet när Elektras ägare, Warner Music, varslade anställda, däribland Tamias skivbolagschef och projektets chefsproducent Sylvia Rhone. 2004 omarbetade Tamia stora delar av albumet med flera nya låtar och med nya albumtiteln More.
Tamia samarbetade med flera låtskrivare och musikproducenter under produktionen av More, däribland Jermaine Dupri, Babyface, Clue, Duro, R. Kelly, Tim & Bob, Poke & Tone och 7 Aurelius. More är i huvudsak ett R&B-album i samma nisch som Tamias tidigare musik och har ett sound som beskrivits som gladare och dansantare än hennes tidigare projekt. Albumet utforskar även genrer som tropisk musik och gospel. Tamia samarbetade med flera gästartister än på tidigare projekt, däribland Red Cafe, Fabolous, Mario Winans och Gerald Levert. Bemötandet från professionella musikjournalister var generellt blandat där många lovordade Tamias sång men ansåg att delar av albumet var "utfyllnad".
More gick in på plats 17 på Billboard 200 och på fjärdeplatsen på förgreningslistan Top R&B/Hip-Hop Albums. Försäljningen första veckan efter utgivning beräknades till 71 000 exemplar vilket blev Tamias högsta första veckas försäljning i karriären. Två musiksinglar släpptes från albumet; huvudsingeln "Officially Missing You" blev en listetta på R&B-listan Adult R&B Songs. På grund av det framflyttade utgivningsdatumet blev marknadsföringen för projektet utspritt under 2003 och 2004. I samband med utgivningen marknadsförde Tamia More på Ladies First Tour, en gemensam turné med de amerikanska artisterna Beyonce Knowles, Alicia Keys och Missy Elliot. Hon sågs även på prisceremonin Soul Train Music Awards och i fem avsnitt av BET:s musikprogram The Center.

## Bakgrund och inspelning
"Jag vill inte följa trender som 'Vad är det hetaste just nu?' Jag vill ha en karriär som Luther Vandross. Jag vill att om 10 år, när folk hör någon av mina låtar, så kommer de ihåg exakt vad de gjorde och vem de var tillsammans med när de hörde låten första gången."
Under millennieskiftet skrev den kanadensiska sångaren Tamia på för skivbolaget Elektra Records för att sedan kunna ge ut en uppföljare till debutalbumet Tamia (1998). Med skivbolagschefen Sylvia Rhone som chefsproducent släpptes sångarens andra studioalbum, A Nu Day, i oktober 2000. Albumet blev en kommersiell framgång som guldbelönades av Recording Industry Association of America och genererade topp-tio noteringen "Stranger In My House" som blev Tamias signaturlåt. Efter marknadsföringen av albumet meddelades att Tamia väntade sitt första barn med maken Grant Hill. 2003, efter födseln av Myla Grace Hill, återupptog Tamia sin musikkarriär och intensifierade arbetet på sitt tredje studioalbum. Vid tidpunkten namngav hon albumet Still vilket symboliserade återkopplingen med sina fans efter ett uppehåll på tre år. Samtidigt som Elektra planerade att ge ut projektet i augusti 2003 medverkade Tamia som gästartist på rapparen Fabulous' låt "Into You". Låten var en omarbetning av Tamias topp-tio hit "So Into You" (1998). Stycket blev en framgångsrik sommarhit som nådde fjärdeplatsen på Billboard Hot 100 och introducerade Tamia för en yngre målgrupp.
Senare samma år, under flera PR-besök till förmån för albumet, fick Tamia plötsligt domningar i benen. Hon besökte en doktor som inte kunde hitta orsaken men rådde henne till att göra ett uppehåll från resandet. En tid senare förvärrades sjukdomssymtomen och sångaren lades då in på sjukhus i en vecka. En tid senare meddelade Tamia att hon diagnosticerats med den obotliga nervsjukdomen Multipel skleros och därför skjutit upp utgivningen av albumet på obestämd framtid. Om att flytta fram utgivningsdatumet sa sångaren: "Allt hände så snabbt, jag släppte allt och ville tillbringa så mycket tid som möjligt med min dotter. Hade albumet getts ut hade jag ändå inte kunnat marknadsföra den."
Efter en tid återupptog Tamia arbetet på albumet som hon valde att omarbeta med flera nya låtar under den nya titeln More. Med Rhone som fortsatt chefsproducent, arbetade Tamia med flera låtskrivare och musikproducenter som Babyface, R. Kelly, Jermaine Dupri och Mario Winans. Hon jobbade även med 7 Aurelius på den akustiska balladen "Officially Missing You" vilket blev en stiländring för honom som tidigare gjort mestadels hiphop-låtar. More blev en stiländring även för Tamia som "mognat" sedan A Nu Day. I en intervju sa sångaren: "Jag är äldre. Jag sjunger om sånt som är relevant för mig. Jag ville ge mitt bästa sångmässigt och prova nya saker." Hon fortsatte: "Jag försökte att bara göra låtar som talade till mig, inte fokusera på sånt som är trendigt." I mars 2004, en månad innan utgivningen av More, som nu var ett år försenat, drabbades projektet av ytterligare bakslag. Warner Music, ägare till Elektra Records, varslade ettusen anställda, däribland Rhone som Tamia jobbat nära i flera år. Tidskriften New York Post skrev att Tamia också lämnat bolaget, vilket senare visade sig vara falskt.

## Komposition och teman
Trots att More gavs ut fyra år efter A Nu Day valde Tamia att fortsätta i samma nisch och, enligt Billboard, fokusera på låtar med substans och sångteknik än att skapa kommersiella hits. Hennes tidigare framgångar med känsloladdade ballader som "You Put a Move On My Heart", "Spend My Life with You" och "Stranger in My House" blev riktmärken för spåren på hennes tredje album. More är liksom sångarens tidigare projekt ett R&B-album. Joirdan Allen från tidskriften Sun Sentinel beskrev albumet som en blandning av "skön, långsam, mjuk musik men som samtidigt har ett uppryckande sound som man kan dansa till". More inleds med Poke & Tone-produktionen "On My Way" som influerats av tropisk musik och sätter tonen för nästkommande låtar. Den innehåller "lätt, viskande och hypnotisk sång" och handlar om framföraren som befinner sig i en ny romans. Albumets titelspår, som gästas av rapparen Freck the Billionaire, handlar om en relation där det går "dagar och veckor" utan att framförarens och hennes partner pratar. Carolyn Mattus från tidskriften The Heights ansåg att låten porträtterade Tamia som en "självständig kvinna".
"Officially Missing You", tredje spåret på albumet, är en långsam ballad där framföraren sjunger om att sakna sin partner. Låten skrevs och producerades av 7 Aurelius som tidigare skapat hiphop-låtar åt Ashanti och Jennifer Lopez. Inför deras samarbete avslöjade Tamia att hon var "lite nervös" men att det sedan "klickade" mellan dem. "Still" är en midtempo-låt som komponerades av Johnta Austin, Bryan Michael Cox och Jermaine Dupri. I stycket sjunger Tamia om älskare som, efter flera år, fortfarande är romantisk och passionerad. "Questions" skrevs och producerades av artisten R. Kelly och beskrevs som "radiovänlig" av Billboard. "I'm Yours Lately" komponerades av duon Poke & Tone och är den kortaste låten på albumet. Den har en "trallvänlig" refräng och innehåller rytmiska gitarrtakter och Tamia som använder en "mjuk" sångstil. I låten sjunger framföraren förföriskt: "And now I wanna make you breakfast/ Do you want your favorite food?".
Åttonde spåret är rapparen Fabolous omarbetning av Tamias hitlåt "So Into You" (1998). R&B-sångaren Ashanti var först tänkt att framföra låtens refränger men Elektra lyckades inte få tillstånd om detta och lät Tamia spela in nya verser istället. "Mr. Cool" komponerades av den amerikanska sångaren Mario Winans och är en av få spår på albumet i upptempo. Keya Modessa från The Situation beskrev den som ett "dansant feel-good spår" och en av höjdpunkterna på albumet. More innehåller flera långsammare slow jams som "Smile" och "(They Long to Be) Close to You". "Smile" komponerades av Babyface och är en "kraftfull" och "hoppfull" ballad där framföraren sjunger om att uthärda tuffa tider med ett leende på läpparna. Den sistnämnda låten är en duett med Gerald Levert som, enligt Billboard, gav prov på Tamias sångtalang. albumet avslutas med balladen "Tomorrow", ett ytterligare samarbete med Shep Crawford som skapat Tamias topp-tio hit "Stranger in My House" till föregående album.

## Lansering och marknadsföring
När More planerades för utgivning under sommaren 2003 startade Elektra en storskalig marknadsföringskampanj för projektet i april samma år. Detta inkluderade en TV-kampanj tillsammans med det multinationella telekommunikationsbolaget Verizon som Billboard beskrev som "massiv". För att tjäna på framgångarna med "Into You" släppte Elektra projektets huvudsingel, "Officially Missing You", under samma tidsperiod. Låten nådde som högst plats 83 på Hot 100-listan men låg kvar på listan i sammanlagt 18 veckor. Singeln hade större framgångar på förgreningslistan Hot R&B/Hip-Hop Songs där den tillbringade 26 veckor och blev en topp-fyrtio notering.
Nästan ett helt år efter utgivningen av första singeln, efter sångarens MS-rehabilitering, startades en ny reklamkampanj. Den 12 mars 2004 påbörjade Tamia en Verizon-sponsrad nationell turné, Ladies First Tour, i Fort Lauderdale, Florida, tillsammans med artisterna Beyonce Knowles, Alicia Keys och Missy Elliot. Turnén pågick fram till 21 april 2004 med en sista show i Anaheim, Kalifornien. Den 26 mars marknadsfördes Tamia och hennes album i en annonsartikel i Rolling Stone tillsammans med solglasögonmärket Sunglass Hut samt på omslaget till Smooth Magazine. På Apples iTunes Store fanns det överblivna albumspåret "No Way" tillgängligt för digital nedladdning. Den 22 mars startade marknadsföringen för albumet i TV som pågick fram till den 17 april 2004. Kampanjen inkluderade bland annat en veckas annonsering på kanalen BET. Tamia framförde även Kanadas nationalsång vid NBA All-Star Game, ett uppträdande på prisceremonin Soul Train Awards och medverkan i fem avsnitt på BET:s musikprogram The Center.
I samband med utgivningen av albumet hade en Darren Grant-regisserad musikvideo för "Questions" premiär. Låten, som i februari samma år gavs ut som albumets andra singel, nådde som högst plats 40 på amerikanska R&B-listan. "Still" trycktes upp på 12"-vinyl och gavs ut som en marknadsföringssingel den 2 november 2004. En CD/maxi-singel med tio dansremixer av låten släpptes senare samma månad. Elektra tryckte även upp albumspåret "More" på CD och gav ut den som en marknadsföringssingel i USA år 2003. Låten inkluderades även på en 12"-vinyl tillsammans med "On My Way".

## Mottagande

### Recensioner
Rob Theakston från webbplatsen Allmusic skrev att More fortsatte i "samma spår" som hennes tidigare album och att hennes röst inte "förlorat styrka". Theakston elaborerade: "På varje spår presenteras olika miljöer där Tamia kan visa sin skicklighet. Det spelar ingen roll om det är popglada genier som Jermaine Dupri och The Trackmasters som tar henne till dansgolvet med radiovänliga dängor ('More' och 'Still') eller 7 Aurelius-balladen 'Officially Missing You' som lånar från Babyfaces bok om balladskapande - Tamia levererar starkt redan från början av albumet." Theakston konstaterade dock: "Det finns en del utfyllnad (att ta sig igenom 'Still' är en långdragen övning i tålamod), särskilt om du letar efter innovation. Det finns ögonblick av ren R&B-pop njutning som kommer att tillfredsställa de flesta lyssnare som letar efter hits men More bryter för den sakens skull inte ny mark. Inte heller separerar den henne från resten av gänget (extra tydligt på det Beyoncé/Jennifer Lopez-liknande albumhäftet) av sångakrobatiska divor som alla använder samma formula." Michael Paoletta från Billboard konstaterade: "Tamia kan sjunga, men hennes tidigare album har dessvärre dragits med ojämnt material och vilseledd produktion. Med More står sångaren på stadig grund." Paoletta beskrev "Into You", "Officially Missing You" och "Questions" som "radiovänliga" och fortsatte: "Men det är låtar som Babyfaces 'Smile' och den medryckande duetten med Gerald Levert, '(They Long to Be) Close to You', som ger prov på Tamias röst i full effekt."
Carolyn Mattus från tidskriften The Heights ansåg att albumet var personligare än föregångarna och skrev: "More är ett passande tredje studioalbum för Tamia. Den visar hennes mognad som sångare och som person sedan debutalbumet 1998. Tyvärr saknar hon det där lilla extra för att stå ut ur mängden av aspirerande sångare som hoppas på att bli nästa Beyonce eller Alicia." Mattus avslutade: "Albumet misslyckas att leverera en tillräckligt minnesvärd comeback för att etablera henne som en kraft att räkna med. Hon behöver helt enkelt 'mer'." Keya Modessa från den brittiska tidskriften The Situation skrev att More fortsatte att "utforska Tamias sångtalang" och att fans skulle höra hur sångarens röst, "som varit en stor influens bland kvinnliga R&B-sångare sedan 90-talet", mognat på det "utmärkta albumet". Joirdan Allen från den amerikanska tidningen Sun Sentinel var också positiv och uppskattade More som "omdefinierade R&B-genren". Allen konstaterade: "Tamias album gör att du vill ha mer" och fortsatte sedan: "More skickar meddelanden med värdefull information till ditt hjärta och är ett soul-fyllt och uppriktigt album för varje romantisk situation så som dating, giftermål, separation och särskilt om hur man tar sig igenom en tung skilsmässa. Låttexten visar att hon inte höll tillbaka alls. Precis när du trodde att albumet inte kunde bli bättre kommer en unik twist av gospel som slutar med 'Tomorrow'." People.com gav albumet två och en halv stjärnor av fyra möjliga och skrev: "I nuläget värmer Tamia upp publiker för Beyoncé, Alicia Keys och Missy Elliott på Ladies First Tour. R&B-sångarens senaste album visar varför hon fortfarande är öppningsakt och inte i samma liga som kvinnorna nämnda tidigare." Recensenten avslutade: "Tamias tredje studioalbum är hållbart men gör i slutändan att du vill ha någonting 'mer' - hon fortsätter att spela för säkert."

### Priser och nomineringar
| År   | Ceremoni    | Kategori                       | Mottagare                | Resultat  |
| ---- | ----------- | ------------------------------ | ------------------------ | --------- |
| 2004 | Juno Awards | R&B/Soul Recording of the Year | "Officially Missing You" | Nominerad |
| 2005 | Juno Awards | R&B/Soul Recording of the Year | More                     | Nominerad |

## Försäljning
More gick in på plats 17 på Billboard 200 och fjärdeplatsen på förgreningslistan Top R&B/Hip-Hop Albums den 24 april 2004. Försäljningen första veckan efter utgivning beräknades till 71 000 exemplar vilket var mer än dubbelt så mycket jämfört med hennes tidigare bästa, A Nu Day, som hade sålts i 25 000 exemplar veckan efter utgivning år 2000. I andra veckan på Billboard 200 föll albumet till plats 35. Tre veckor senare, den 8 maj 2004, föll More ut ur topp-sextio. Den låg sammanlagt nio veckor på listan vilket var avsevärt kortare jämfört med hennes tidigare album (debuten Tamia uppehöll sig på listan i 24 veckor och uppföljaren A Nu Day i 28). Albumet presterade bättre på Top R&B/Hip-Hop Albums. Mot veckoslutet den 1 maj 2004, två veckor efter utgivningen, hade More endast tappat fyra placeringar. Följande vecka noterades albumet på plats 13. Den uppehöll sig i sammanlagt 18 veckor på listan. More blev Tamias andra album i karriären att ta sig in på Japans albumlista.

## Låtlista
| 1.           | "On My Way" (featuring Red Cafe)                           | Alexander Mosely, Jean-Claude Olivier, Jermaine Denny, Londell Smith, Samuel Barnes | Poke & Tone                          | 3:24  |
| 2.           | "More" (featuring Freck the Billionaire)                   | Alexander Mosely, Jean-Claude Olivier, Jermaine Denny, Londell Smith, Samuel Barnes | Poke & Tone                          | 4:03  |
| 3.           | "Officially Missing You"                                   | Marcus Vest                                                                         | 7 Aurelius                           | 4:01  |
| 4.           | "Still"                                                    | Johnta Austin, Bryan Michael Cox, Jermaine Dupri                                    | Jermaine Dupri                       | 4:27  |
| 5.           | "Questions"                                                | R. Kelly                                                                            | R. Kelly                             | 3:26  |
| 6.           | "Whispers"                                                 | Tamia, V. Jeffrey Smith                                                             | Joshua Nile                          | 4:16  |
| 7.           | "I'm Yours Lately"                                         | Alexander Mosely, Jean-Claude Olivier, Samuel Barnes, Shantel Jones                 | Poke and Tone                        | 2:46  |
| 8.           | "Into You" (Fabolous featuring Tamia)                      | Bob Robinson, John Jackson, Lionel Richie, Ronald LaPread, Tamia, Tim Kelley        | DJ Clue, DURO, Tim & Bob             | 4:54  |
| 9.           | "Smile"                                                    | Kenneth Edmonds                                                                     | Babyface                             | 5:11  |
| 10.          | "Poetry"                                                   | Joshua Nile                                                                         | Joshua Nile                          | 4:30  |
| 11.          | "Mr. Cool" (featuring Mario Winans)                        | Jack Knight, Kandace Love, Mario Winans, Michael Jones                              | Mario Winans                         | 3:29  |
| 12.          | "(They Long to Be) Close to You" (featuring Gerald Levert) | Burt Bacharach, Hal David                                                           | Edwin "Tony" Nicholas, Gerald Levert | 5:22  |
| 13.          | "Why Ask Why"                                              | Mario Winans, Michael Jones, Tamia                                                  | Mario Winans                         | 3:36  |
| 14.          | "Tomorrow"                                                 | Carvin Lawrence Winans, Deborah Kerr Winans                                         | Shep Crawford                        | 4:39  |
| Total längd: | Total längd:                                               | Total längd:                                                                        | Total längd:                         | 77:85 |

| 15. | "Officially Missing You (Midi Mafia Remix)" | Marcus Vest | Midi Mafia, Swift | 3:25 |

### Samplingar och interpolationer
Information hämtad från studioalbumets albumhäfte
- "Into You" innehåller en sampling och en interpolation av "So Into You" (1998), skriven av Tim Kelley, Ronald LaPread, Lionel Richie, Bob Robinson och Tamia Washington och framförd av Tamia.

## Medverkande
Information hämtad från Barnes & Noble
Framföranden
- Tamia – albumartist, sång, bakgrundssång
- Babyface – bas, keyboards, gitarr (nylonsträngar)
- Gerald LeVert – sång, bakgrundssång, gästartist
- Dunn Pearson Jr. – dirigent
- Joseph Edelberg – violin
- Crystal Garner	– violin
- Regis Iandiorio – violin, konsertmästare
- Brion James – elgitarr
- Karen Karlsrud	– violin
- Donnie Lyle – gitarr
- Eugene J. Moye	– cello
- Edwin Nicholas	– bas, gitarr, keyboards
- Greg Phillinganes – piano
- Sue Pray – violin
- Sandra St. Victor – bakgrundssång
- Bruce Wang – cello
- Jay Williams – gitarr
- Dink – keyboards
- Sandy Strenger	– violin
- Paul Woodiel – violin
- Louis Martin – violin
- Belinda Whitney – violin
- Ashley Horne – violin
- Conway Kuo – violin
- Grant Hill – keyboards
- Ricardo Ramos – gitarr
- Fabolous – gästartist
- Latrelle – bakgrundssångare
- Al "Boogie" Carty – violin
- Richard Clark – violin
- Jim Burnham – violin
- Yong Tae Kim – violin
- Peter Krysa – violin
- Karen Rostron – violin
- Andy Schaw – violin
- Kemba Francis – bakgrundssång
- Freck The Billionaire – gästartist
- Red Cafe – gästartist
- Tim Baker – violin

Tekniskt
- Babyface – programmering, producent
- Gerald LeVert – producent, sångarrangemang
- Lionel Richie – kompositör
- Dunn Pearson Jr. – arrangör
- Burt Bacharach – kompositör
- J.J. Jackson – kompositör
- Sound Factory – ljudtekniker
- R. Kelly – arrangör, kompositör, producent
- S. Barnes – kompositör
- Hal David – kompositör
- Jermaine Dupri – kompositör, producent
- Brian Frye – ljudtekniker
- Larry Gold – strängarrangemang
- Butch Jones – ljudtekniker
- Ronald LaPread – kompositör
- Edwin Nicholas – producent, trumprogrammering
- Herb Powers – mastering
- Sylvia Rhone – chefsproducent
- V. Jeffrey Smith – kompositör
- Tamia – kompositör, sångarrangemang
- Pete Tokar – ljudtekniker
- Erik Lil, Rick White – bilder
- Carvin Winans – sångarrangemang
- Mario Winans – kompositör
- Ken "Duro" Ifill – producent
- Glen Marchese – ljudtekniker
- Paul Boutin – ljudtekniker
- Lili Picou – design
- Poke & Tone – producent, ljudtekniker
- Anne Catalino – ljudtekniker
- Adam Barber – ljudtekniker
- B.J. Robinson – kompositör
- Jack Knight – kompositör
- Michael McCoy – ljudtekniker
- Shantel Jones – kompositör
- Shep Crawford – producent, sångarrangemang, instrumentering
- Ivan "St. Ives" Walker – ljudtekniker
- Andy Gallas – programmering, ljudtekniker
- Ian Mereness – programmering, ljudtekniker
- Steve Bearsley	– ljudtekniker
- Jermaine Denny	– ljudtekniker
- Bryan-Michael Cox – ljudtekniker
- Wayne Allison – ljudtekniker
- 7 Aurelius – arrangör, producent, instrumentering
- James Porte – ljudtekniker
- Nick Howard – ljudtekniker
- Clue – producent
- Alexander "Spanador" Mosley – producent
- Lyrica Anderson – kompositör
- Seven Aurelius	– kompositör

## Topplistor

### Veckolistor
| Lista (2004)                           | Högsta listplacering |
| -------------------------------------- | -------------------- |
| Japan (Oricon)                         | 106                  |
| USA Billboard 200                      | 17                   |
| USA Top R&B/Hip-Hop Albums (Billboard) | 4                    |

### Årslistor
| Lista (2004)                           | Topplacering |
| -------------------------------------- | ------------ |
| USA Top R&B/Hip-Hop Albums (Billboard) | 98           |

## Utgivningshistorik
| Land      | Datum         | Format                  | Skivbolag                       |
| --------- | ------------- | ----------------------- | ------------------------------- |
| Tyskland  | 15 mars 2004  | CD, digital nedladdning | WEA International Inc.          |
| USA       | 6 april 2004  | CD                      | Elektra, WEA International Inc. |
| Frankrike | 6 april 2004  | CD                      | Elektra, Asylum                 |
| Japan     | 21 april 2004 | CD                      | Elektra                         |
| Kanada    | 3 maj 2004    | CD                      | Elektra, WEA International Inc. |
| Brasilien | 23 juni 2004  | CD                      | Elektra                         |